# ケプラー11d
ケプラー11d (英語: Kepler-11d) とは、地球からはくちょう座の方向に約2000光年離れた位置にある、太陽と極めて似た直径、質量を持つG型主系列星であるケプラー11を公転する太陽系外惑星である。NASAが運用しているケプラー宇宙望遠鏡により発見された。ケプラー11惑星系内においては内側から3番目にある惑星である。ケプラー11dは23日で恒星ケプラー11の周囲を公転しており、その軌道は水星よりも内側である。質量は地球の約7.3倍で、半径は約3.1倍である。密度は木星とだいたい同じで、大気には水素とヘリウムから成ると考えられている。2011年2月2日にケプラー11惑星系の6惑星系の発見が公表された。

## 名称と発見
ケプラー11dは、ケプラー11系の他の5個の惑星と同時にケプラー宇宙望遠鏡によって発見され、2011年2月2日に発見の成果が公表され、翌3日にNASAが公表した。
ケプラー11dの名前は、ケプラー11系の惑星が同時に6個発見され、公転軌道が内側な惑星からb、c、d…と名付けられ、ケプラー11dは、内側から3番目の惑星であったためdの符号が与えられた。このケプラーとはNASAが運用している宇宙望遠鏡で、太陽系外地球型惑星をトランジットにより発見することを試みている。ケプラーは観測の対象が決められており、その恒星には仮符号としてKOI（Kepler Object of interestの略）という名称を付ける。そのため正式に発見が認められるまでは KOI-157 d、またはKOI-157.02と呼ばれていた。この惑星のトランジットは恒星の等級のわずかな変動によって観測され、その後の再調査によって惑星の存在への真偽が裏付けられている。
この再調査はヘール望遠鏡、シェーン望遠鏡、MMT望遠鏡、WIYN望遠鏡、Tillinghast望遠鏡、ケックI望遠鏡、ホビー・エバリー望遠鏡、ハーラン・J・スミス望遠鏡、北欧光学望遠鏡によって行われた。

## 軌道の性質

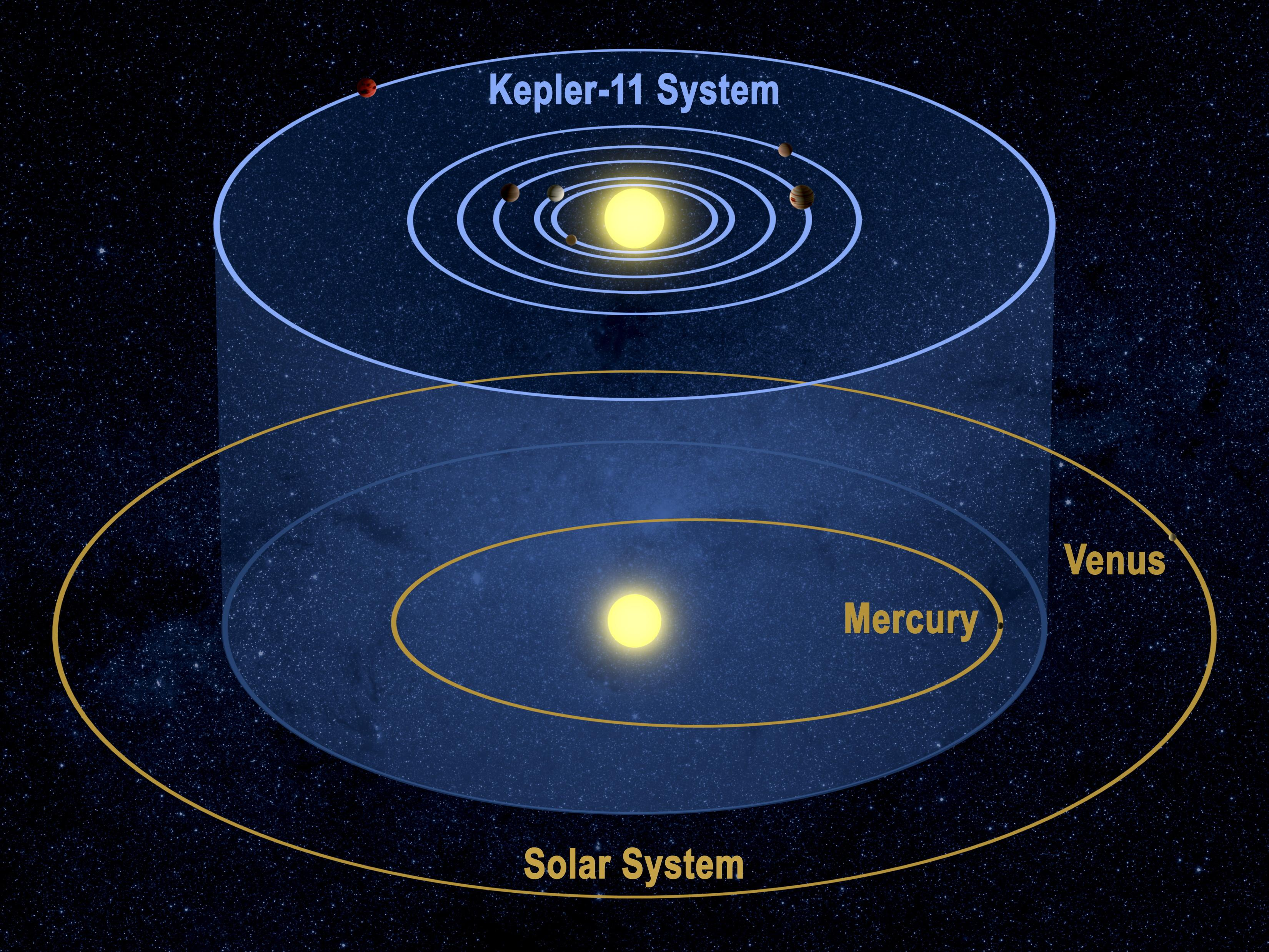
ケプラー11系と水星、金星の軌道

ケプラー11dは、ケプラー11系の惑星の中で、ケプラー11から3番目に近い軌道を公転する惑星である。軌道長半径は0.155 auと、太陽と水星の距離の約5分の2しかない。公転周期は約22日と16時間30分、軌道離心率は0.004であり、軌道はほぼ円軌道である。
軌道傾斜角は89.67度であり、ケプラー11の見かけの中央に近い部分を通る惑星である。ケプラー11dは、ケプラー11系の惑星の中では通過時間が3番目に長く、ケプラー11の手前を5.58時間で通過する。なお、ケプラー11系の惑星は似た公転軌道であるため、より外側を公転する惑星ほど通過に要する時間が長くなるが、この順番はケプラー11dとケプラー11eの間で逆転する。これは、ケプラー11eがケプラー11の見かけの中央からかなり離れたところを通過するためである。このことは、ケプラー11系が完全に同一平面上の軌道にはないことを示している。

### 惑星の同時通過

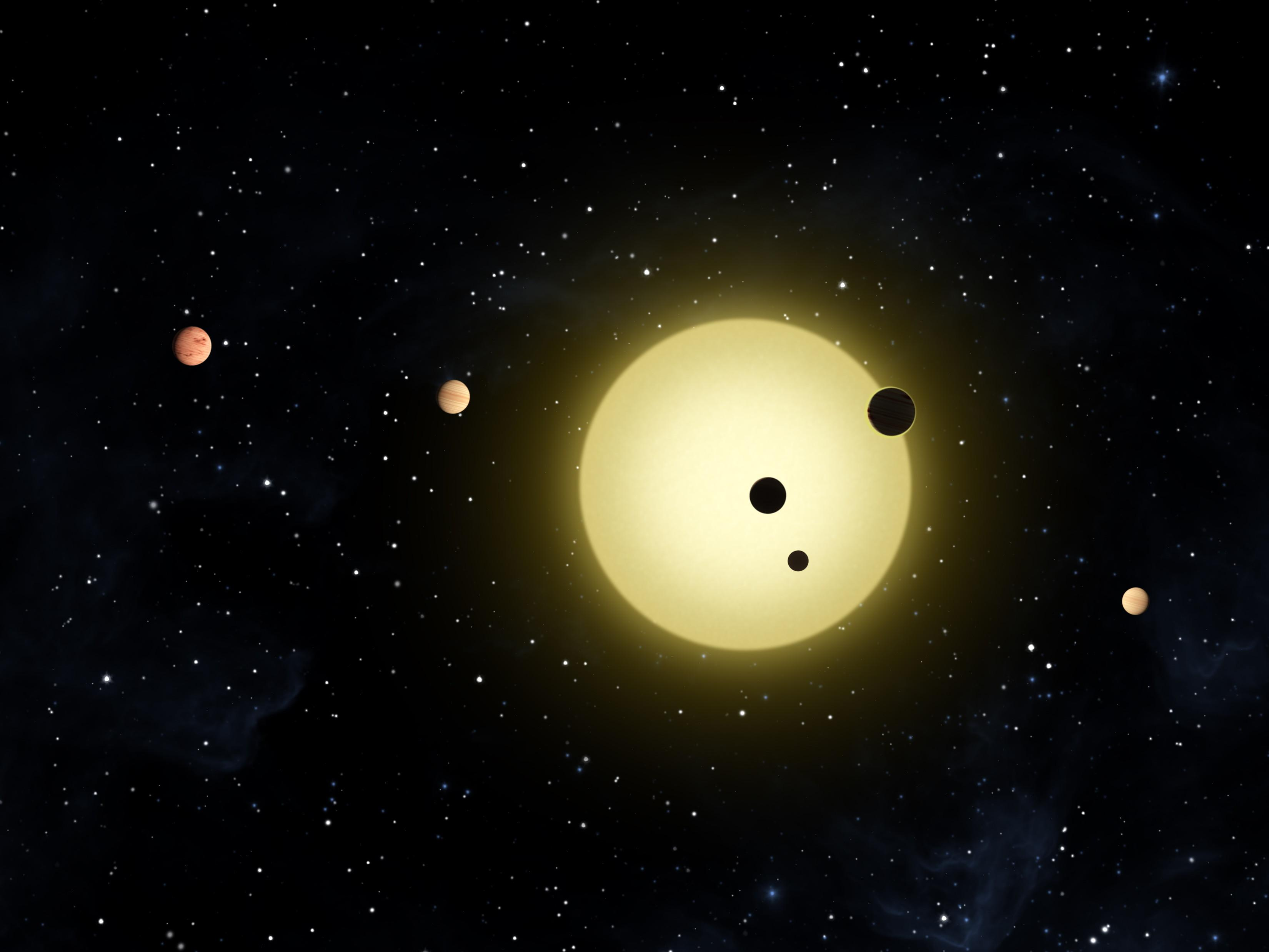
2010年8月13日の3個の惑星の同時通過時のそれぞれの惑星の位置（想像図）。

ケプラー11系は時々複数の惑星が同時通過を起こす。2010年8月13日16時48分(BJD 2455435.2)には、ケプラー11b、ケプラー11d、ケプラー11eによる3個の惑星の同時通過が起こった。

## 物理的性質

### 概要
ケプラー11dは、いずれも地球と比べて、半径が3.12倍、質量が7.3倍と推定されている。ケプラー11系の中では質量、半径ともに3番目に大きい。質量に関しては、軌道長半径の差が0.048 auしかなく、半径がほぼ同じケプラー11cの2.5倍の質量である。ケプラー11dがケプラー11の手前を通過すると、ケプラー11は視等級で0.80 ± 0.02暗くなる。この値は、ケプラー11系の惑星の中で3番目に小さい。2011年当時の半径はトランジット法の観測により、ある程度正確に求まっていたが、質量は3.0倍から9.2倍と、かなり幅があった。しかし、この値はケプラー11bやケプラー11cと比べると精度が高い。これは、ケプラー11eと共にケプラー11fへもたらす摂動から間接的に求まるからである。2013年の論文では数値が変わり、地球の3.0 - 9.2倍と考えられていた質量は5.8 - 8.1倍に修正され、その差の幅は小さくなった。後の2014年の論文では2011年の測定のように差が大きく、質量が地球の4.2 - 9.0倍とする論文と差がそこまでではなく、質量が地球の5.61 - 8.87倍とする論文もある。

### 推定される性質
仮に6.1倍を採るならば、平均密度は0.9 g/cm3である。これは木星や土星と似た密度である。しかし、太陽から遠く離れた距離を公転する木星や土星と異なり、ケプラー11dはケプラー11からかなり近い距離を公転しており、その表面温度は419 ℃（692 K）と推定される高温の惑星である。また、その質量や半径は木星型惑星のそれらと比べると小さく、天王星型惑星の方がより近い値を持つ。これらはホット・ネプチューンに相当する。この密度は、軽い元素である水素やヘリウムが、ケプラー11dの質量の10%を超える程度の豊富な量を含む事により説明される。これは、すぐ内側を公転し、軽い元素がほとんどないと考えられているケプラー11bとケプラー11cとは対照的である。ケプラー11dが巡る近い軌道では、ケプラー11がまとっていた原始惑星系円盤は数百万年も経たないうちに消滅してしまうので、惑星の成長がきわめて速かったことが推測される。

### 他惑星との比較
ケプラー11dの外側を公転するケプラー11eはより低密度であるが、これはケプラー11bやケプラー11cほどでは無いにしろ、ケプラー11eと比べて、ケプラー11dの軽い元素がより多く失われてしまったことか、あるいは単純なデータの精度の問題であると考えられる。

## 恒星
恒星ケプラー11ははくちょう座にある恒星で、質量は0.961太陽質量、半径は1.065太陽半径であり、質量と半径ともに太陽とよく似た恒星である。金属量もほぼ0であり、これも太陽に似ている。金属量は惑星を発見する上では指標となり、金属量が高いとその恒星から惑星が見つかる可能性が高くなる。これは金属量が高ければ金属の量は増すため巨大ガス惑星の形成が早まることや、質量の大きさから惑星が恒星の方へ移動することが原因となり検出率が高まるからである。
この恒星はケプラー11dの他、b、c、e、f、gを持つ。ケプラー11gを除いた5惑星は水星の軌道より内側を公転している。
ケプラー11自体は視等級がVバンドで13.7であり、肉眼では到底見えない。